# 庫珀斯敦鎮區 (北達科他州格里格斯縣)
庫珀斯敦鎮區（英語：Cooperstown Township）是位於美國北達科他州格里格斯縣的一個鎮區。

## 地方資料
庫珀斯敦鎮區的面積為92.60平方千米，當中陸地面積為91.81平方千米，而水域面積為0.79平方千米。根據2020年美國人口普查的數據，當地共有人口47人，而人口密度為每平方千米0.51人。